# Fecioara (film)
Fecioara (titlul original: în engleză The Young One) este un film dramatic mexican, realizat în limba engleză  în anul 1960 de regizorul Luis Buñuel, după povestirea Travelin' Man al scriitorului Peter Matthiessen, protagoniști fiind actorii Zachary Scott, Bernie Hamilton. Key Meersman și Crahan Denton. 

## Rezumat
Acțiunea filmului se petrece pe o insulă din sudul Statelor Unite. Un afro-american, urmărit de autorități pentru un pretins viol pe care nu l-a săvârșit, ajunge pe insulă unde trăiesc doar doi oameni, Miller paznicul insulei și Evvie, nepoata orfană a unui bătrân mort în ajun. După moartea bunicului, micuța face cele mai necesare lucrări în gospodărie și are grijă de apicultura pe care defunctul a lăsat-o în urmă. Imaginația fetei, bunicul ei era hăitaș de vânătoare, este complet marcată de vânătoare. Prin urmare, relația lui Evalyn cu animalele este nesentimentală și reală.
Traver intră în curând într-o ceartă cu paznicul de vânătoare Miller pentru fată. Bărbatul alb o abuzează și se impune cu aroganța sudistului față de bărbatul de culoare. Conflictul rasial ajunge la apogeu atunci când încă doi albi vin pe insulă: un preot baptist care vrea să o ia pe fată într-o casă de orfani și un barcagiu care urăște fanatic pe toți negrii. Ei aduc vestea că Traver este căutat de poliție pentru viol. Pastorul cere ca Traver să fie tratat uman până când este predat poliției. Când în sfârșit reușește să se convingă că acesta este nevinovat, îl face pe Traver scăpat.

## Distribuție
- Zachary Scott – „Hap” Miller
- Bernie Hamilton – Traveling Man zis „Traver”
- Key Meersman – Evalyn „Evvie”, Fecioara
- Crahan Denton – Jackson
- Claudio Brook – reverendul Fleetwood

## Melodii din film
La deschiderea genericului se aude melodia „Sinner Man” interpretată de Leon Bibb, aranjament de Milton Okun, înregistrare la „Vanguard Recording Society”

## Aprecieri
„ Operă bizară care îmbină denunțul rasismului (scenarist e Hugo Butler, victimă a „Listei negre”) cu obsesiile obscure proprii cineastului. Este singurul film din opera buñueliană vorbit în englezește. ”—T. Caranfil , Dicționar universal de filme 